# Kompania NSZ „Warszawianka”

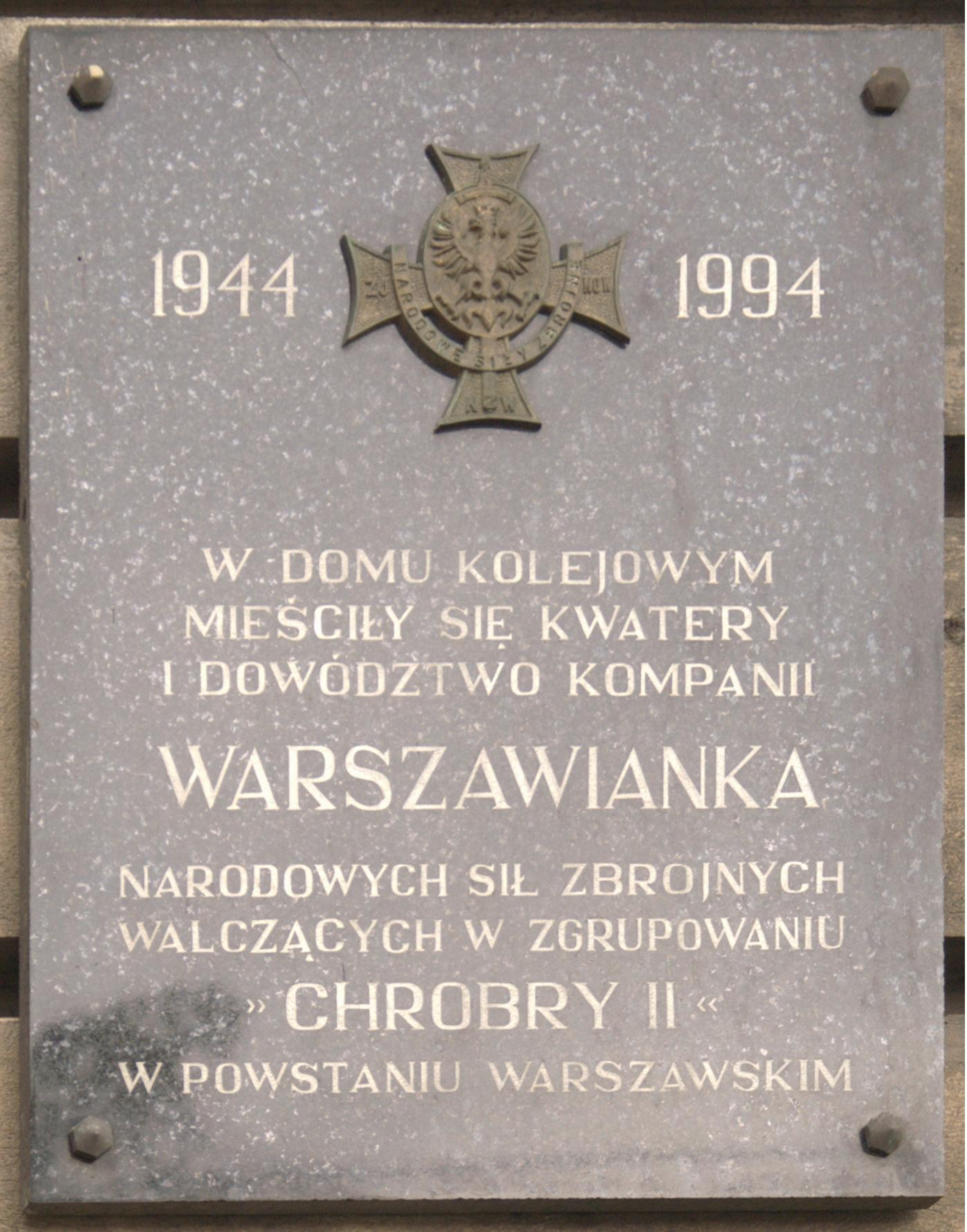
Tablica pamiątkowa na domu kolejowym

Kompania NSZ „Warszawianka” – kompania NSZ pod dowództwem Konstantego Mieczysława Zacharewicza ps. „Zawadzki”, od 8 sierpnia 1944 roku wchodząca w skład zgrupowania AK „Chrobry II”.
Przygotowana do wymarszu na Kielecczyznę, została zaskoczona wybuchem powstania warszawskiego. Sformowana 6 sierpnia poprzez połączenie 2 oddziałów NSZ, liczyła wówczas 80 żołnierzy. Składała się z 4 plutonów. Włączyła się do walki, podporządkowując się dowództwu AK. Walczyła w Śródmieściu. Dowództwo i kwatery mieściły się na rogu ulic Żelaznej i Chmielnej w tzw. Domu Kolejowym (ul. Chmielna 73b). Placówka została utrzymana do kapitulacji powstania. 
W chwili wyjścia do niewoli kompania liczyła ok. 170 żołnierzy.
W szeregach kompanii walczyli m.in. Witold Pilecki oraz Maciej Matthew Szymanski i Wiktor Natanson.